# Cataguases
Cataguases este un oraș în unitatea federativă Minas Gerais (MG), Brazilia. Principalele centre industriale sunt industria de textile, metalurgia și fabrica de îmbrăcăminte.